# Olivier Salandini
Olivier Salandini est un organiste et claveciniste français né en 1977, organiste co-titulaire des grandes orgues de la cathédrale Sainte-Croix d'Orléans depuis septembre 2022.

## Biographie

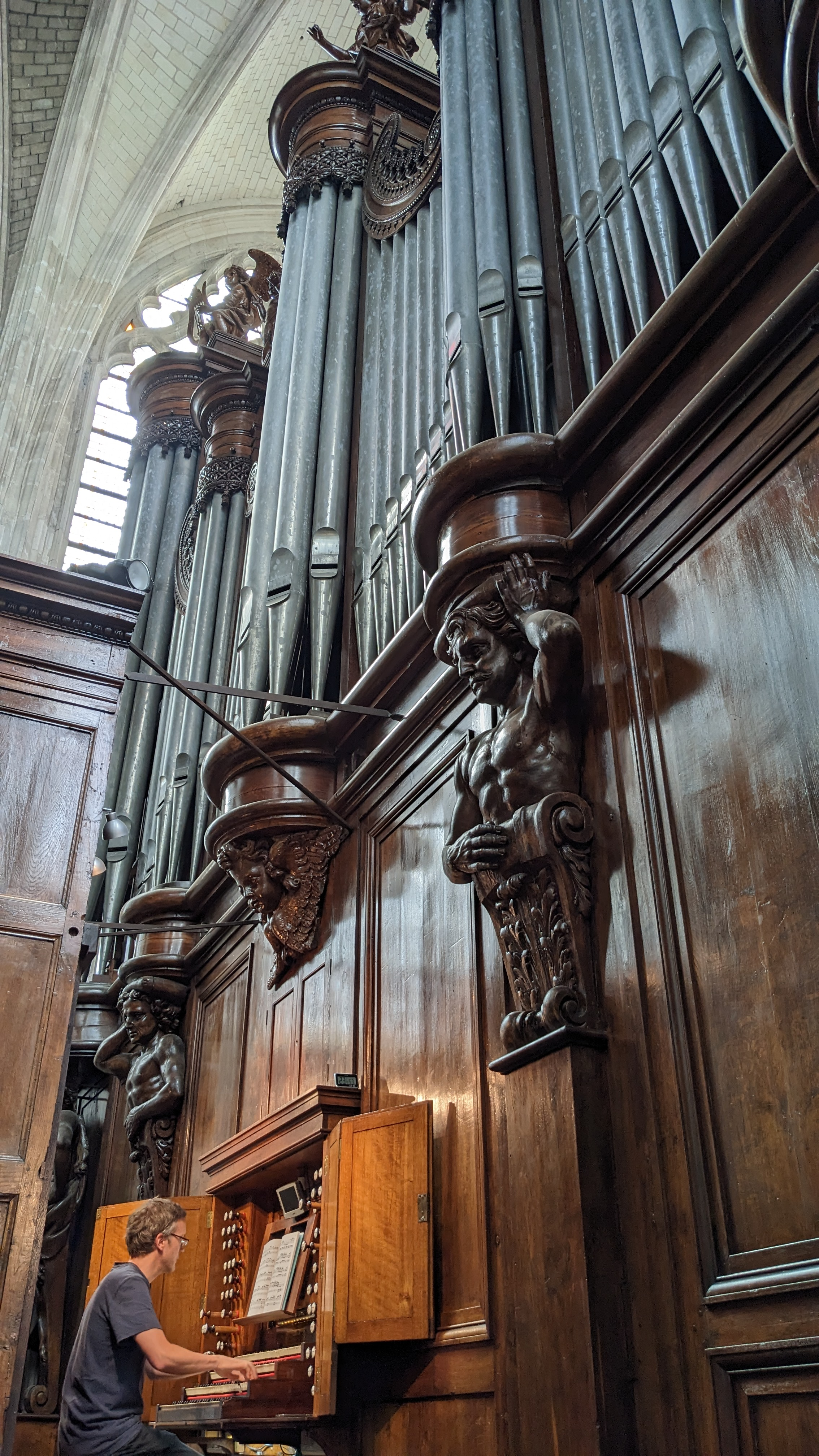
Olivier Salandini au grand orgue de la cathédrale d'Orléans.

Olivier Salandini naît le 13 mai 1977. Il commence sa formation musicale avec l'orgue et le clavecin au conservatoire à rayonnement régional de Nice auprès de Jean-Luc Étienne, René Saorgin et Mireille Podeur. Il poursuit ensuite ses études dans les Conservatoires d’Amsterdam et d'Utrecht, dans les classes de Bob van Asperen et de Reitze Smits, et obtient les diplômes de Bachelor en 2005 et de Master en 2008. Parallèlement il se perfectionne avec Christophe Rousset, Seibe Henstra et Jean Boyer.
En 2005 il obtient un second prix au concours international de clavecin de Bologne, et en 2006 il est successivement lauréat des concours internationaux d'orgue de Lausanne et d'Herford en Allemagne.
Olivier Salandini a enregistré deux disques avec l'ensemble Stravaganza produits pour la firme Aparté et un disque d'orgue sur les cinq orgues de l'église Saint Paul de Nice produit par Chanteloup-Musique. En 2021, il enregistre un disque sur les grandes orgues de la cathédrale de Bourges produit a nouveau par Chanteloup-Musique. Il s'est produit dans de nombreux festivals en France mais aussi en Écosse, Italie, Allemagne, Pays-Bas, Belgique et aux États-Unis.
Il est détenteur des certificats d'aptitude de professeur d'orgue et de clavecin (master 2 de pédagogie) obtenus au Conservatoire national supérieur de musique et de danse de Paris et enseigne l'orgue au C.R.R de Clermont-Ferrand.
Organiste titulaire des grandes orgues de la cathédrale de Bourges de 2011 à 2022, il est depuis septembre 2022 organiste cotitulaire de la cathédrale d'Orléans.

## Discographie
- Concert à la cour des Habsbourg, avec l'Ensemble Stravaganza (Aparté, 2012, distribution Harmonia Mundi).
- Arcangelo Corelli, avec l'Ensemble Stravaganza (Aparté, 2013 distribution Harmonia Mundi).
- Jeu d'orgues à Nice (Chanteloup-Musique 2014)
- Couleurs et résonances [7]au grand orgue de la cathédrale de Bourges (Chanteloup-Musique 2021)